# الخيايطة (بني مجريش)
الخيايطة هو دُوَّار يقع بجماعة سيدي العايدي، إقليم سطات، جهة الدار البيضاء سطات في المملكة المغربية. ينتمي الدوّار لمشيخة بني مجريش التي تضم 9 دواوير. يقدر عدد سكانه بـ 201 نسمة حسب الإحصاء الرسمي للسكان والسكنى لسنة 2004.

## روابط خارجية
- البوابة الوطنية للجماعات الترابية
- المندوبية السامية للتخطيط